# I mów, że moja chwała z przyjaciół się bierze
I mów, że moja chwała z przyjaciół się bierze. Listy 1972-1984 – wybór korespondencji pomiędzy Ursulą K. Le Guin a Stanisławem Lemem wydany nakładem Wydawnictwa Literackiego w 2024. Listy przetłumaczył z języka angielskiego syn autora Tomasz Lem, a zbiór opracowała i opatrzyła przedmową Agnieszka Gajewska.
Podobnymi pozycjami są Listy albo opór materii – zbiór listów pisanych przez Lema do różnych instytucji, Listy Lema i Sławomira Mrożka, Sława i Fortuna – zbiór listów do Michaela Kandla oraz Boli tylko, gdy się śmieję… – zbiór korespondencji między Lemem a Ewa Lipską.